# Бертон (Иллинойс)
Бертон (англ. Burton) — невключённая территория в округе Адамс (штат Иллинойс, США) в 6,5 км от Куинси. Прежние названия — Инглиш Прери (англ. English Prairie, рус. Английская прерия) и Бентон.
Бёртон был основан около 1836 года. Почтовое отделение под названием «Бёртон» было создано в 1840 году и оставалось в эксплуатации до 1922 года.